# Кларенбек
Кларенбек (нід. Klarenbeek) — село в нідерландській провінції Гелдерланд. Відноситься відразу до двух муніципалітетів — Апелдорна та Ворста, межа між якими проходить однією із його вулиць.

## Галерея

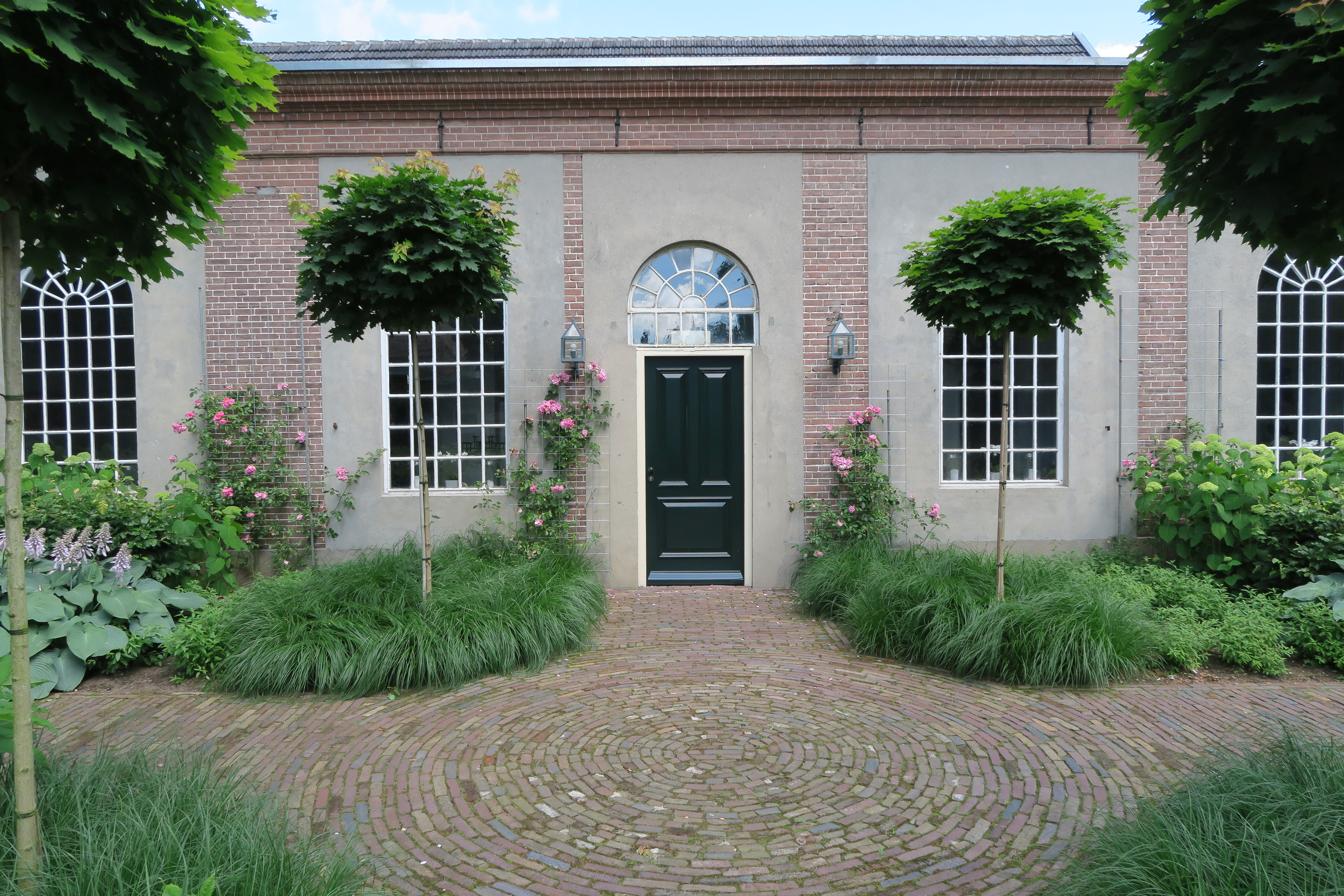
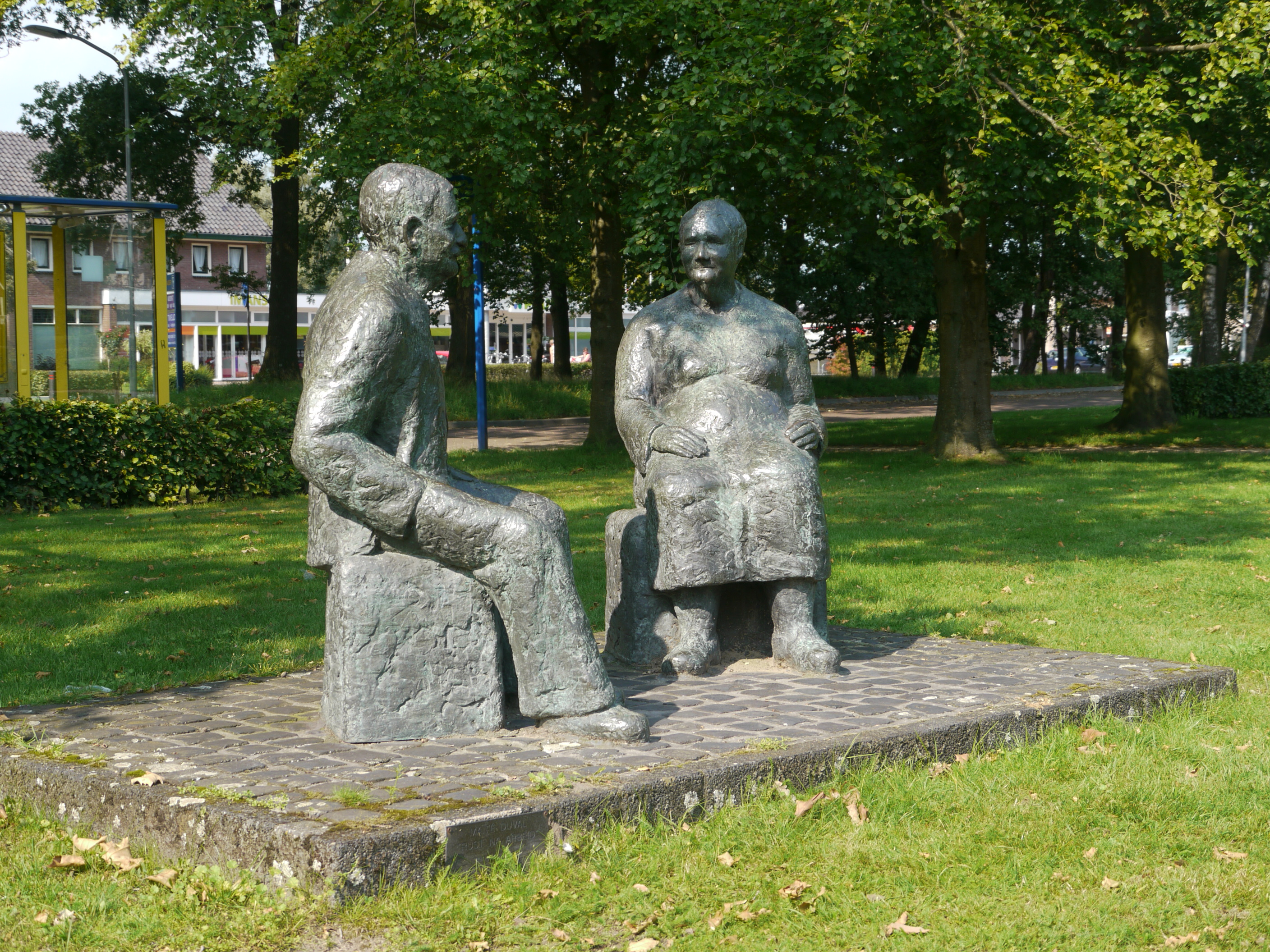
Статуя «Дідусь і бабуся»
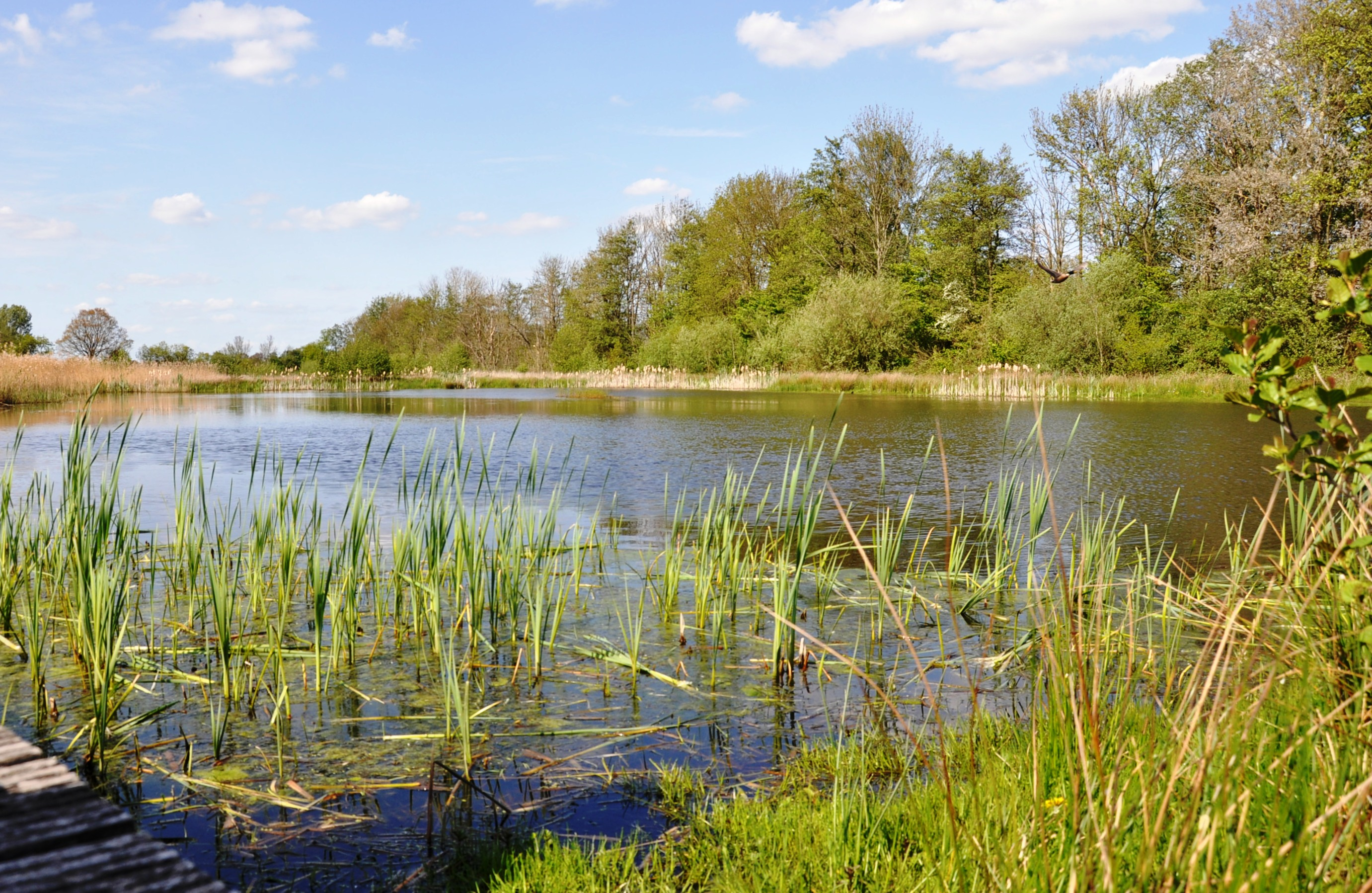
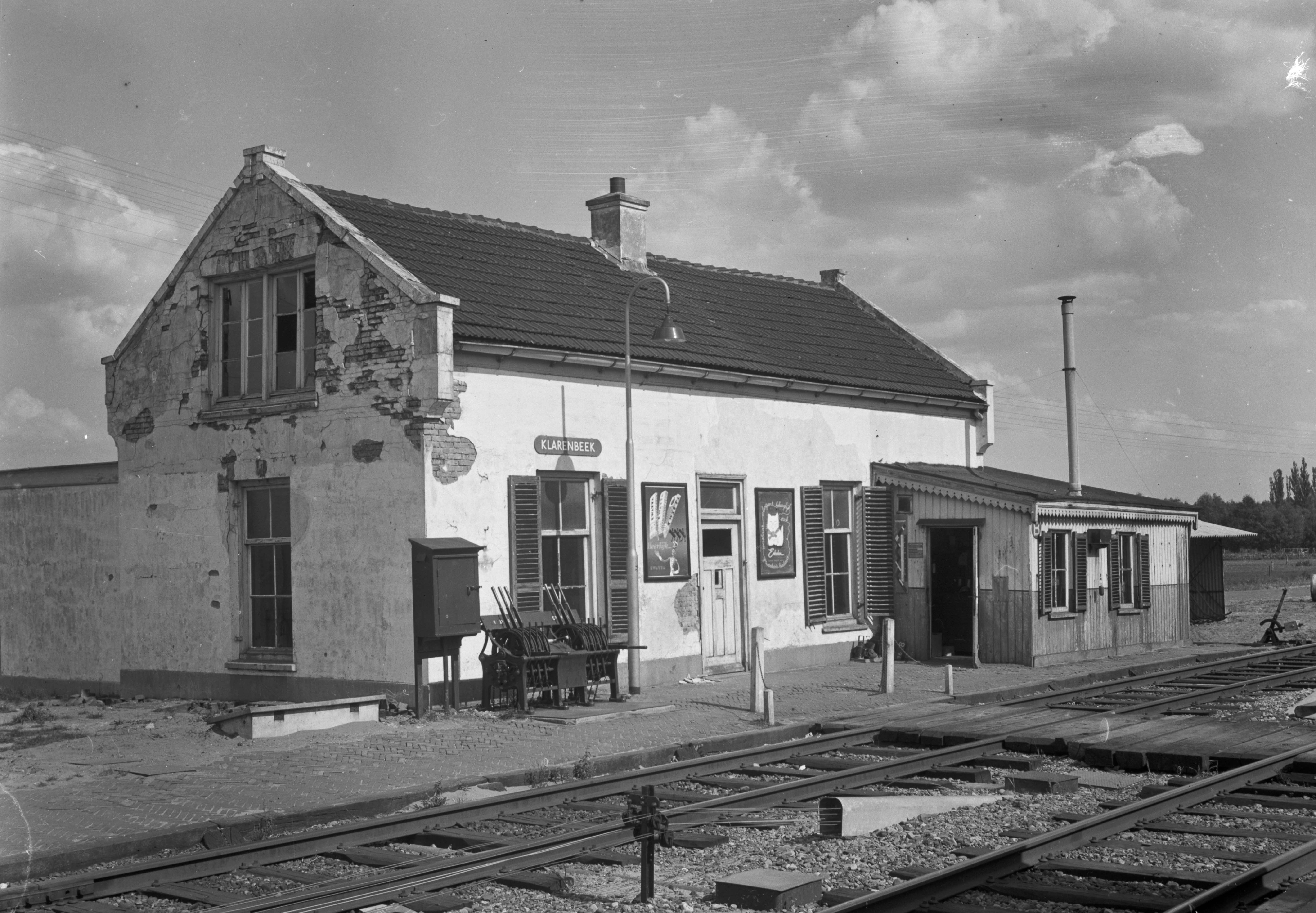
Колишня будівля залізничної станції (не збереглася)